# Pactomanía
La pactomanía (en inglés: Pactomania) es un término histórico que se refiere a la firma de varios o múltiples tratados bilaterales por parte del gobierno de los Estados Unidos durante el período inicial o temprano de la Guerra Fría (1947-1953), en particular en relación con inicios de la década de 1950.
Durante la presidencia (20 de enero de 1953-20 de enero de 1961) del general republicano Dwight David Eisenhower ( 1890-1969), el gobierno de los Estados Unidos, sobre todo a través de los esfuerzos del anticomunista canciller o secretario de Estado John Foster Dulles (1888-1959), los EUA llegaron a formar alianzas con cuarenta y dos distintas naciones, además de haber firmado tratados con casi cien países de los distintos continentes, el cual llegó a ser entonces denominado como “pactomanía” por parte de algunos analistas políticos.